# Margaretha van Schotland (ca. 1045-1093)

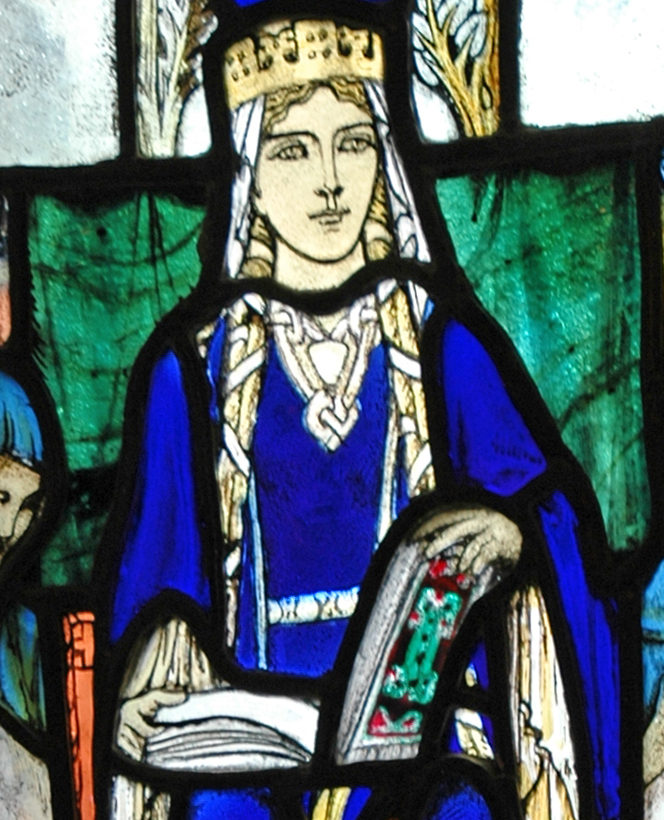
Margaretha van Schotland

Margaretha van Schotland (Rékaburcht bij Mecseknádasd in Hongarije, ca. 1045 — Edinburgh Castle (Schotland), 16 november 1093) was een kleindochter van koning Edmund II van Engeland en de zuster van Edgar Ætheling, ongekroond Angelsaksisch koning.
Haar vader was Eduard Ætheling, zoon van koning Edmund II, en haar moeder was Agatha, vermoedelijk een edelvrouw uit Hongarije of Kiev. Waarschijnlijk werd zij in Hongarije (op de Rekaburcht, 'Terra Brittanorum' bij Mecseknádasd) geboren. Toen haar oom, koning Eduard de Belijder stierf, ging zij naar Engeland waar haar broer Edgar aanspraak maakte op de Engelse troon. Na de Normandische verovering van Engeland in 1066 besloot Agatha om Engeland met haar kinderen te verlaten en terug te keren naar het vasteland. Een storm dreef hun schip echter terug naar de kust van Schotland, waar zij de bescherming zochten van de Schotse koning Malcolm III.
Margaretha huwde Malcolm, hervormde de Kerk en verengelste het Schotse hof. Ook introduceerde zij de rooms-katholieke liturgie in Schotland, herstelde de abdij van Iona en stichtte een priorij in Dunfermline, door haar zoon verheven tot Dunfermline Abbey.

## Huwelijk en kinderen
Margaretha en Malcolm kregen samen acht kinderen:
- Eduard, vermoord te Alnwick Castle op 13 november 1093
- Edmund, koning van Schotland
- Edgar van Schotland (1074-1107)
- Alexander (ca. 1078-1124)
- Ethelred, lekenabt van Dunkeld
- Edith (1079-1118), gehuwd met Hendrik I van Engeland
- David (ca. 1084-1153)
- Maria (1082-1116), gehuwd met Eustaas III van Boulogne.

Margaretha overleed door ziekte drie dagen na haar echtgenoot, die omkwam bij een inval in Engeland. In 1250 werd zij heilig verklaard door paus Innocentius IV, niet alleen voor haar invloed op de hervorming van de Kerk en de ondersteuning van de kloosterordes, maar ook omdat ze persoonlijk voedsel aan de armen gaf voordat ze zelf at en iedere nacht om middernacht een mis bijwoonde. In 1673 werd ze de beschermheilige van Schotland. Zij werd begraven in Dunfermline Abbey, vanaf 19 juni 1250 in een speciale kapel die bekend werd onder de naam St Margaret's Chapel. In 1597 gaf Filips II van Spanje de opdracht om de overblijfselen van Margaretha en Malcolm over te brengen naar Spanje en te herbegraven in het Escorial, alwaar hun laatste rustplaats onbekend is gebleven. Het hoofd van Margaretha was op last van Maria I van Schotland al in 1560 gescheiden van haar lichaam, als relikwie, het belandde in 1597 bij het Schotse college van de jezuïeten in Douai en ging verloren tijdens de Franse Revolutie.
- Bibliothèque nationale de France: cb124368410 (data)
- Gemeinsame Normdatei: 129726990
- International Standard Name Identifier: 0000 0003 7426 276X
- Library of Congress Control Number: n80056907
- Nationale Bibliotheek van Tsjechië: jx20070528014
- Nationale bibliotheek van Australië: 59701834
- Nationale Bibliotheek van Israël: 987007378210405171
- Nederlandse Thesaurus van Auteursnamen: 083431748
- Système universitaire de documentation: 033508356
- Virtual International Authority File: 26151776733018010844
- WorldCat: E39PBJvcYXHFyr8vYXGbfjpQMP